# Il pretendente americano
Il pretendente americano è un romanzo del 1892 dell'umorista e scrittore statunitense Mark Twain. Twain scrisse il romanzo con l'aiuto della dettatura fonografica, il primo autore (secondo quanto riferito dallo stesso Twain) a farlo. Questo fu anche, secondo Twain, un tentativo di scrivere un libro senza menzionare il tempo meteorologico, il primo del suo genere nella narrativa (sebbene la prima frase del secondo paragrafo faccia riferimento al tempo: "bella, ariosa mattina"). In effetti, tutti i riferimenti meteorologici sono contenuti in un'appendice, in fondo al libro, a cui il lettore è incoraggiato a rivolgersi di volta in volta.

## Trama
Il pretendente americano è una commedia di identità sbagliate e cambi di ruolo multipli. Tra i vari personaggi spiccano un americano innamorato dell'aristocrazia ereditaria britannica e un conte britannico incantato dalla democrazia americana.

## Personaggi
Il colonnello Mulberry Sellers: un eccentrico vecchio dalla testa canuta che diventa il legittimo erede del Conte di Rossmore dopo la morte del suo parente, Simon Lathers. Secondo sua moglie, Sellers è un "buono a nulla, un fallito astuto, generoso, di buon cuore, strampalato, pieno di speranza", molto amato per la sua generosità e disponibilità. Sebbene molti dei suoi eccentrici piani per fare soldi siano dei fallimenti, ogni tanto "fa un buon colpo", come lo definisce lui, e ne guadagna parecchi. Uno di questi "colpi" è un giocattolo estremamente popolare, "Pigs in the Clover", che inventa e brevetta. 
Washington Hawkins: il delegato congressuale, proveniente dalla Cherokee Strip (Kansas), che collabora con il colonnello Sellers in molti dei suoi piani. Hawkins è descritto come "un uomo corpulento, dall'aria scoraggiata, il cui aspetto generale suggeriva che avesse cinquant'anni, ma i cui capelli giuravano ne avesse cento". All'inizio del romanzo ci viene raccontato che ha vissuto con sua moglie Louise e i loro figli nel Far West durante gli ultimi quindici anni. 
Sally (Gwendolen) Sellers: figlia del colonnello Mulberry Sellers e di Polly Sellers. Frequenta il Rowena-Ivanhoe College, "la sede più selezionata e più aristocratica per l'educazione delle giovani donne" negli Stati Uniti. Come suo padre, Sally è incline ad aspirazioni romantiche e manie di grandezza. Prende felicemente il nome di Gwendolen dopo che suo padre diventa il legittimo erede del Conte di Rossmore. Tuttavia, l'autore ci descrive Sally come un personaggio con una "doppia personalità": è sia Sally Sellers, che è "pratica e democratica", sia Lady Gwendolen, che è "romantica e aristocratica". Durante il giorno lavora sodo per disegnare e cucire abiti aiutando la sua famiglia a livello finanziario, e la sera sostiene la fantasia oscura della nobiltà della famiglia. Si innamora di Howard Tracy (visconte Berkeley) a prima vista. Rinuncerà alle sue aspirazioni aristocratiche per stare con lui. 
Berkeley Rossmore (Howard Tracy): l'unico figlio ed erede del Conte di Rossmore. Stando al racconto, il suo nome completo è: l'onorevole Kirkcudbright Llanover Marjoribanks Sellers Visconte Berkeley, di Cholmondeley Castle, Warwickshire (che viene pronunciato "K'koobry Thlanover Marshbanks Sellers Vycount Barkly, di Chumly Castle, Warrikshr"). All'inizio del romanzo, Berkeley annuncia la sua intenzione di andare in America e "si scambia di posto" con Simon Lathers, l'uomo che considera il legittimo erede. Vuole "ritirarsi ... da una falsa esistenza, una falsa posizione, e ricominciare la [sua] vita, ricominciare da capo - iniziarla a livello di semplice virilità, senza essere assistito da ausili fittizi, e riuscire o fallire con puro merito o la mancanza di esso. Andrò in America, dove tutti gli uomini sono uguali e tutti hanno le stesse possibilità; Vivrò o morirò, affonderò o nuoterò, vincerò o perderò solo come un uomo, solo quello, e non accetterò un singolo aiuto o qualsiasi finzione." Poco dopo il suo arrivo negli Stati Uniti, l'hotel in cui soggiorna prende fuoco e durante la fuga, strappa ciò che resta dei suoi vestiti e indossa gli abiti e il cappello di Pete-con-un-braccio-solo, portando tutti a credere che sia un cowboy. Dopo che i giornali hanno annunciato che Berkeley è morto nel fuoco, decide di rinunciare alla sua precedente identità e si fa chiamare Howard Tracy, deciso a lavorare per vivere secondo principi democratici.

## Edizioni italiane
- Mark Twain, Il pretendente americano, traduzione di Livio Crescenzi, Fidenza, Mattioli 1885, 2014, ISBN 9788862612890.